# Olimpíada Brasileira de Matemática
L'Olimpíada Brasileira de Matemática est un concours de mathématiques organisé chaque année pour les étudiants du Brésil. Les participants gagnent une médaille d'or, d'argent ou de bronze, conformément à leurs performances. Le but principal de ce concours est d'aider à la sélection des étudiants pour représenter le Brésil aux Olympiades internationales de mathématiques.